# Kim Sung-Jae
 (janvier 2024).
La mise en forme du texte ne suit pas les recommandations de Wikipédia : il faut le « wikifier ».
Les points d'amélioration suivants sont les cas les plus fréquents. Le détail des points à revoir est peut-être précisé sur la page de discussion.
- Les titres sont pré-formatés par le logiciel. Ils ne sont ni en capitales, ni en gras.
- Le texte ne doit pas être écrit en capitales (les noms de famille non plus), ni en gras, ni en italique, ni en « petit »…
- Le gras n'est utilisé que pour surligner le titre de l'article dans l'introduction, une seule fois.
- L'italique est rarement utilisé : mots en langue étrangère, titres d'œuvres, noms de bateaux, etc.
- Les citations ne sont pas en italique mais en corps de texte normal. Elles sont entourées par des guillemets français : « et ».
- Les listes à puces sont à éviter, des paragraphes rédigés étant largement préférés. Les tableaux sont à réserver à la présentation de données structurées (résultats, etc.).
- Les appels de note de bas de page (petits chiffres en exposant, introduits par l'outil «  Source ») sont à placer entre la fin de phrase et le point final[comme ça].
- Les liens internes (vers d'autres articles de Wikipédia) sont à choisir avec parcimonie. Créez des liens vers des articles approfondissant le sujet. Les termes génériques sans rapport avec le sujet sont à éviter, ainsi que les répétitions de liens vers un même terme.
- Les liens externes sont à placer uniquement dans une section « Liens externes », à la fin de l'article. Ces liens sont à choisir avec parcimonie suivant les règles définies. Si un lien sert de source à l'article, son insertion dans le texte est à faire par les notes de bas de page.
- La présentation des références doit suivre les conventions bibliographiques. Il est recommandé d'utiliser les modèles {{Ouvrage}}, {{Chapitre}}, {{Article}}, {{Lien web}} et/ou {{Bibliographie}}. Le mode d'édition visuel peut mettre en forme automatiquement les références.
- Insérer une infobox (cadre d'informations à droite) n'est pas obligatoire pour parachever la mise en page.

Pour une aide détaillée, merci de consulter Aide:Wikification.
Si vous pensez que ces points ont été résolus, vous pouvez retirer ce bandeau et améliorer la mise en forme d'un autre article.
 (janvier 2024).
Kim Sung-jae (hangeul : 김성재 ; hanja : 金成宰 ; 18 avril 1972 - 20 novembre 1995) était un chanteur, rappeur, danseur et mannequin sud-coréen, surtout connu en tant que membre de Deux, un des premiers groupes influents de K-pop et de hip-hop sud-coréen devenu célèbre au début des années 1990,. Sung-jae est mort d'un meurtre apparent en 1995 à l'âge de 23 ans. Sa petite amie, identifiée uniquement comme Mlle Kim, a été reconnue coupable de son meurtre et condamnée à la prison à vie, mais a ensuite été acquittée en appel. En 2019, l'ex petite amie de Sung-jae a déposé plusieurs injonctions interdisant au programme d'enquête de SBS, I Want To Know de diffuser un épisode sur la mort de Sung-jae.

## Sa mort
Plusieurs mois après la rupture de Deux, Sung-jae a sorti son premier album solo, As I Told You, le 19 novembre 1995. Il a interprété la chanson titre de l'album le même jour dans une émission musicale sur SBS, puis est retourné dans sa chambre d'hôtel avec sa petite amie et des membres de son entourage. Le lendemain, il a été retrouvé mort dans sa chambre d'hôtel et la police a déterminé que la cause du décès était une crise cardiaque causée par le surmenage. Cependant, 28 blessures par piqûre d'aiguille ont été découvertes plus tard sur son bras droit, et une autopsie a révélé des traces d'anesthésiques animaux dans son corps[réf. à confirmer]. La petite amie de Sung-jae a été reconnue coupable de son meurtre et condamnée à la prison à vie, mais a ensuite été acquittée pour "manque de preuves".

## Conséquences
En 2019, l'ex petite amie de Sung-jae a déposé plusieurs ordonnances d'interdiction pour empêcher SBS de diffuser un épisode sur la mort de Sung-jae dans l'émission d'investigation, I Want To Know.
Le 7 septembre 2022, un avatar virtuel de Kim Sung-jae a été dévoilé par Persona Space et Galaxy Corporation, interprétant "As I Told You" en présence de la mère et du frère de Sung-jae.

## Discographie

### Album solo:김성재 (Kim Sung-jae),(1995)[8]
- Introduction 0:59
- 말하자면 (As I Told You) 3:35 Piste titre
- 마지막 노래를 들어줘 3:53
- 작지만 큰 행복 3:41
- 더 이상은 3:17
- 너의 생일 3:31
- 도전! 3:13
- Let's Dance 3:28
- 봄을 기다리며 3:33
- 염세주의자 3:17
- Hip Hop 정신 (精神) (Feat. 이현도) 5:07

## Voir également
- Deux